# Nisporeni (condado)
Nisporeni é um condado (ou distrito) da Moldávia. Sua capital é a cidade de Nisporeni.